# Natalie Imbruglia
Natalie Imbruglia (født 4. februar 1975 i Sydney) er en australsk sanger og skuespillerinde.
Natalie Imbruglia er nok mest kendt for sin version af sangen 'Torn' som hun udsendte i 1997 (året efter norske Trine Rein udsendte sin version, der dog ikke slog ligeså voldsomt igennem). Og efter at Lis Sørensen i 1993 havde udgivet den på med sin egen danske tekst "Brændt" på albummet "Under stjernerne et sted". Nummeret er i øvrigt skrevet som en demo af bandet "Ednaswap" Et Grungeband..
Natalie Imbruglia er født i Sydney i 1975, og har blandt andet optrådt som teenage-stjerne i tv-serien Neighbours som også Kylie Minogue og Jason Donovan har været med i. 

## Diskografi
- Left of the Middle (1997)
- White Lilies Island (2001)
- Counting Down the Days (2005)
- Come to Life (2009)
- Male (2015)
- TBA (2020)